# Llista de peixos de l'Uzbekistan

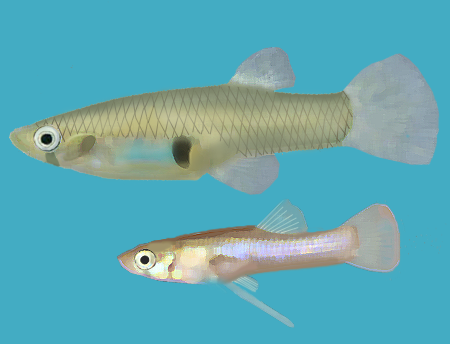
Gambusia holbrooki

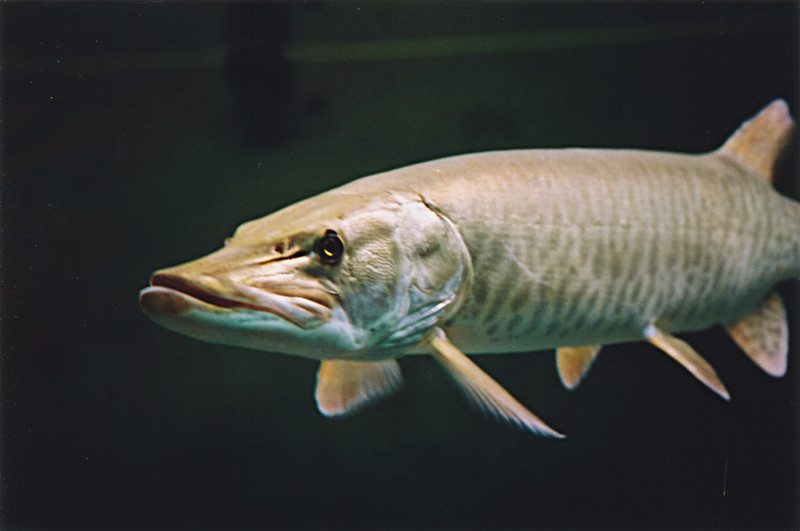
Lluç de riu (Esox lucius)

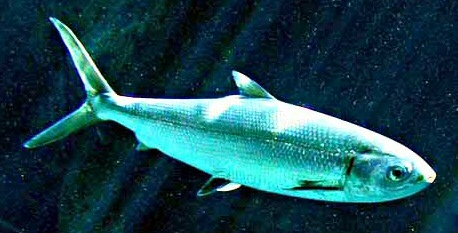
Chanos chanos

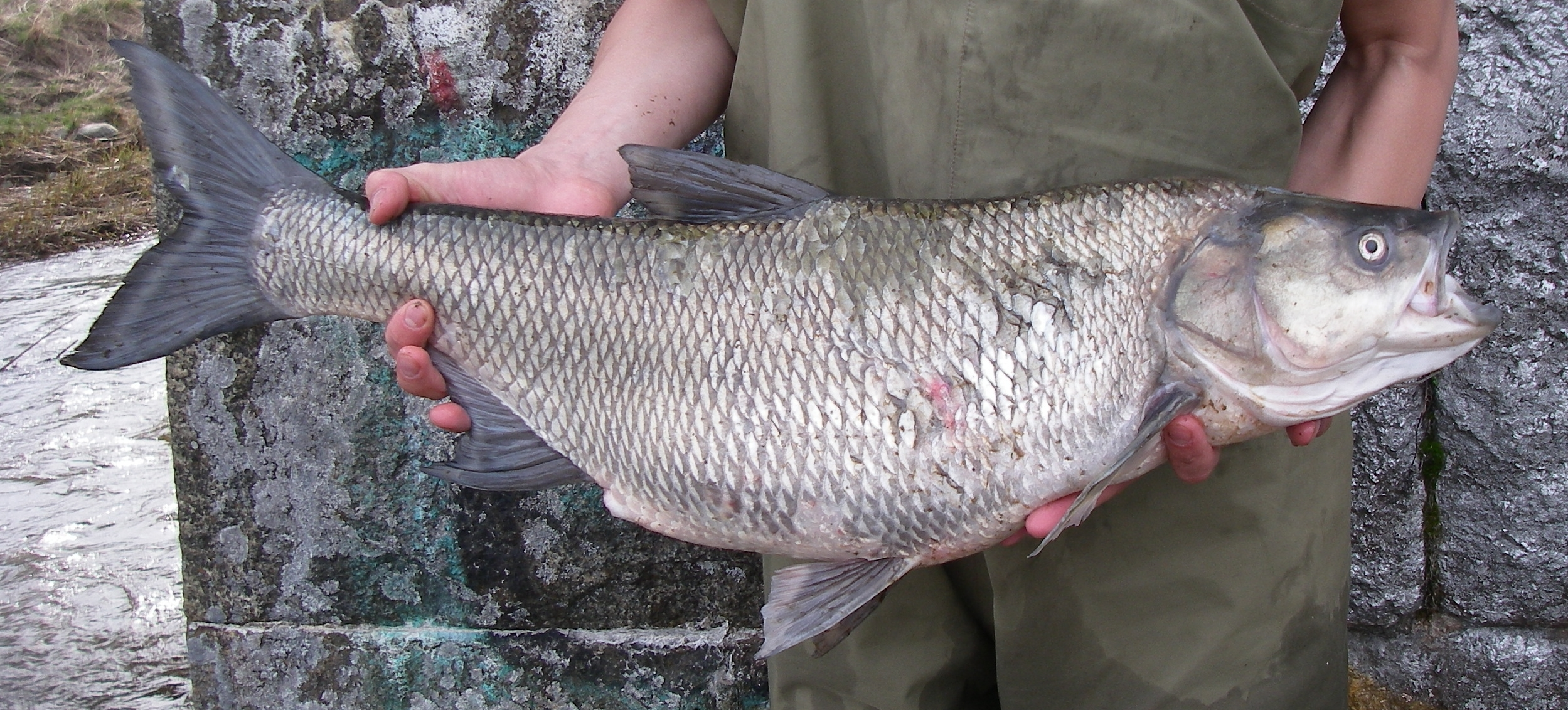
Aspius aspius

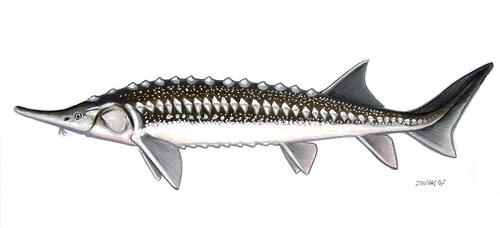
Esturió sevruga (Acipenser stellatus)

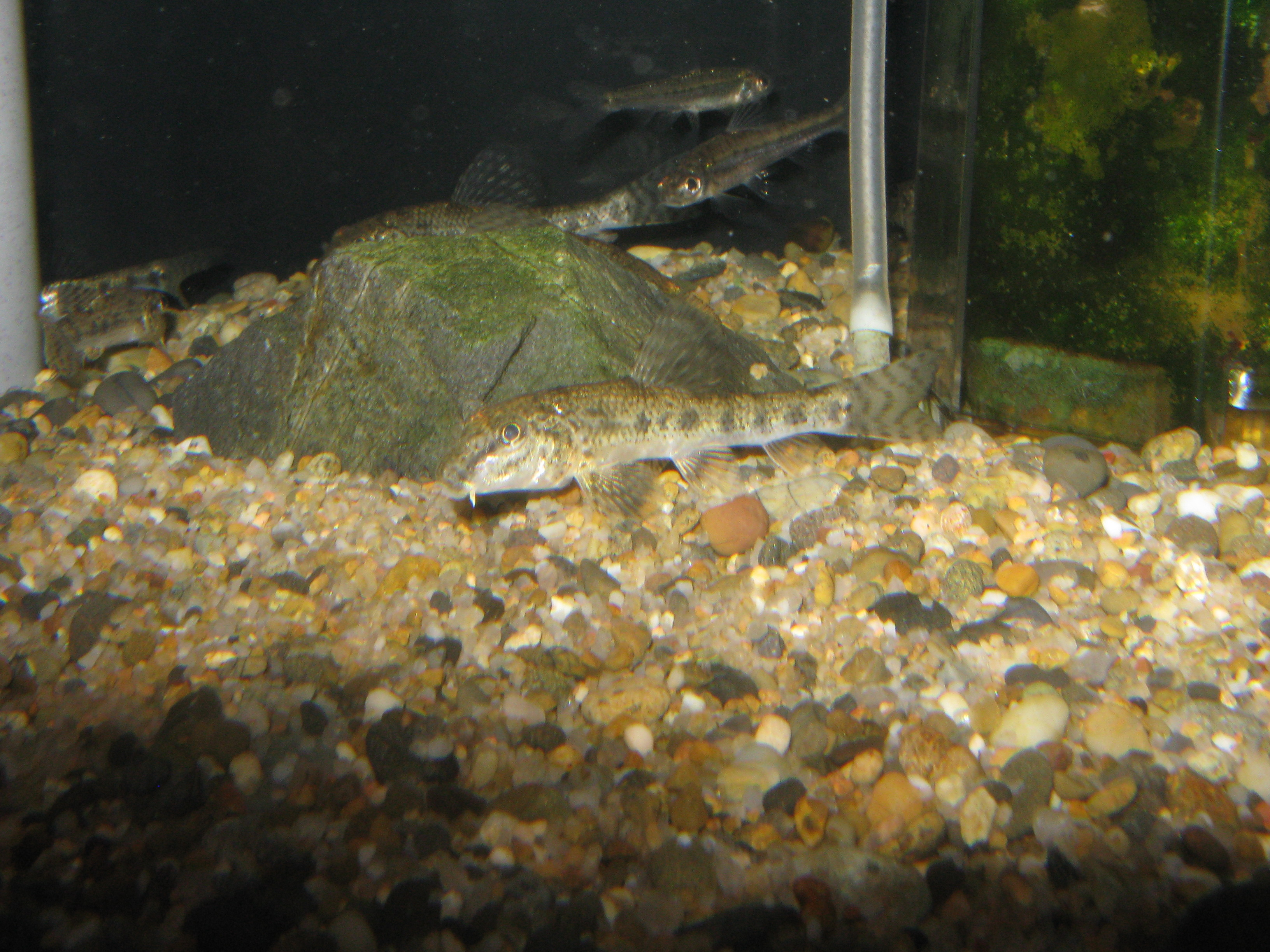
Abbottina rivularis

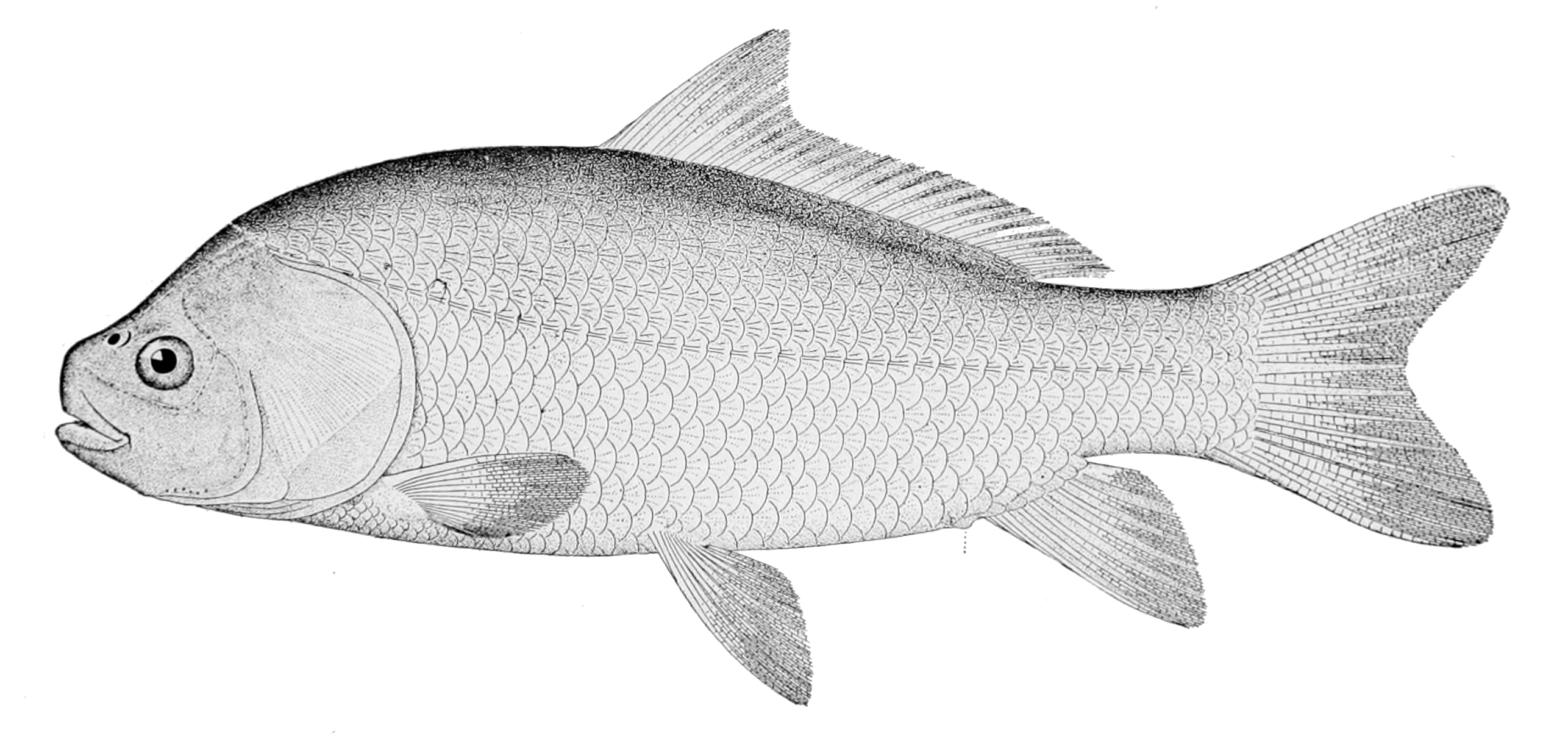
Ictiobus bubalus

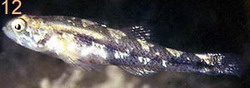
Knipowitschia caucasica

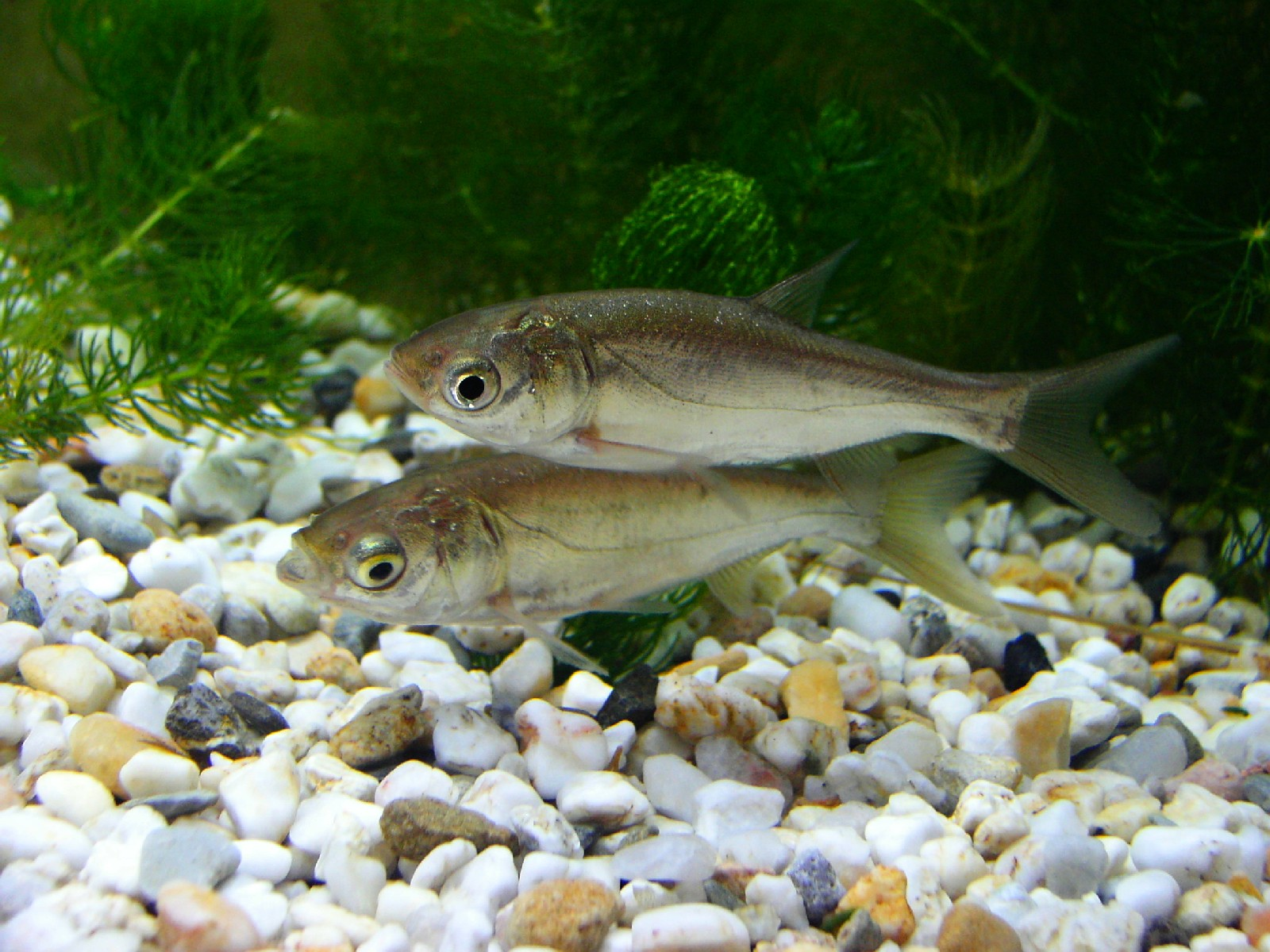
Hypophthalmichthys molitrix

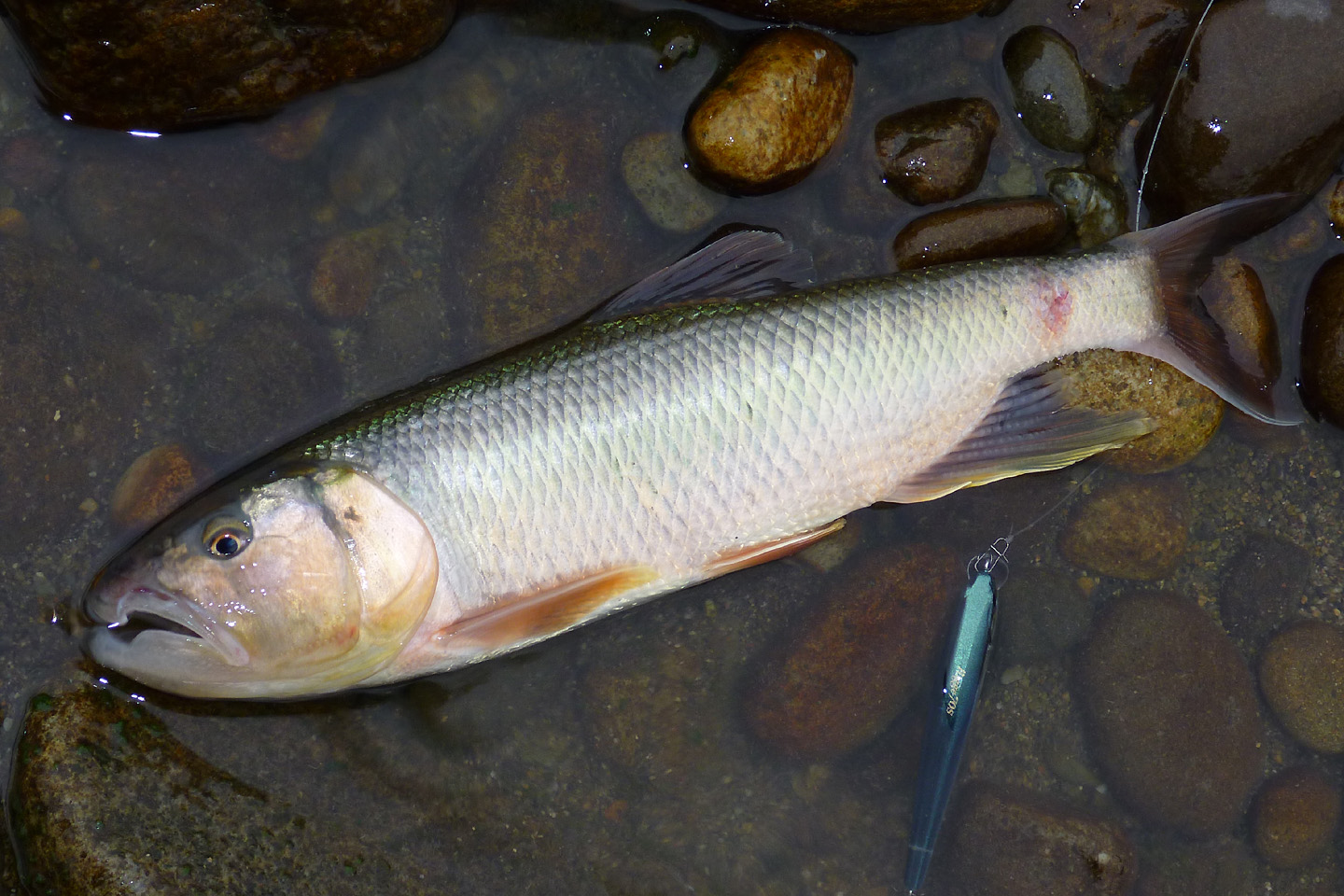
Opsariichthys uncirostris

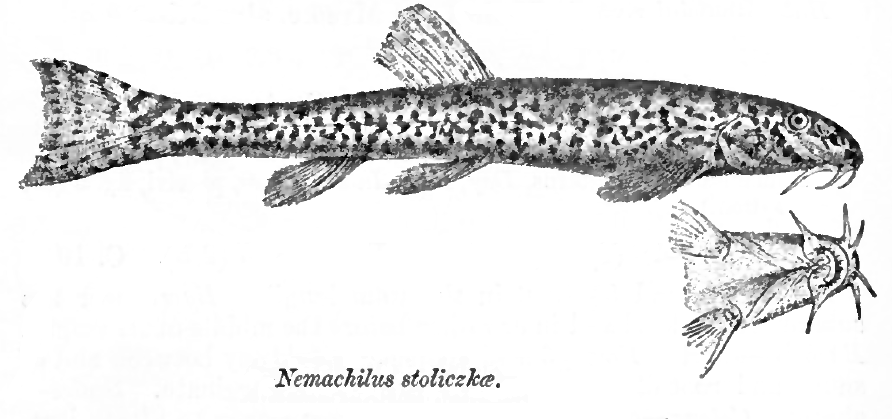
Triplophysa stoliczkai

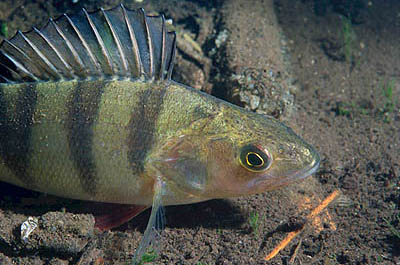
Perca de riu (Perca fluviatilis)

Aquesta llista de peixos de l'Uzbekistan -incompleta- inclou 87 espècies de peixos que es poden trobar a l'Uzbekistan ordenades per l'ordre alfabètic de llur nom científic.

## A
- Abbottina rivularis
- Abramis brama
- Acipenser baerii baerii
- Acipenser nudiventris
- Acipenser stellatus'
- Alburnoides bipunctatus
- Alburnoides oblongus
- Alburnoides taeniatus
- Alburnus chalcoides
- Aspiolucius esocinus
- Aspius aspius
- Atherina boyeri

## B
- Ballerus sapa

## C
- Capoetobrama kuschakewitschi kuschakewitschi
- Carassius auratus auratus
- Carassius gibelio
- Channa argus warpachowskii
- Chanos chanos
- Coregonus peled
- Coregonus sardinella
- Cottus gobio
- Cottus spinulosus
- Ctenopharyngodon idella
- Cyprinus carpio carpio

## D
- Diptychus maculatus
- Diptychus sewerzowi
- Dzihunia amudarjensis
- Dzihunia ilan

## E
- Elopichthys bambusa
- Esox lucius

## G
- Gambusia affinis
- Gambusia holbrooki
- Glyptosternon reticulatum
- Gobio gobio
- Gymnocephalus cernua
- Gymnodiptychus dybowskii

## H
- Hemiculter leucisculus
- Hypophthalmichthys molitrix
- Hypophthalmichthys nobilis

## I
- Ictalurus punctatus
- Ictiobus bubalus
- Ictiobus cyprinellus
- Ictiobus niger
- Iskandaria kuschakewitschi

## K
- Knipowitschia caucasica

## L
- Leuciscus idus
- Leuciscus lehmanni
- Luciobarbus brachycephalus
- Luciobarbus capito

## M
- Micropercops swinhonis
- Mylopharyngodon piceus

## N
- Nemacheilus longicaudus
- Nemacheilus oxianus
- Neogobius fluviatilis
- Neogobius melanostomus

## O
- Oncorhynchus mykiss
- Opsariichthys uncirostris

## P
- Parabramis pekinensis
- Pelecus cultratus
- Perca fluviatilis
- Perca schrenkii
- Phoxinus phoxinus
- Proterorhinus marmoratus
- Pseudorasbora parva
- Pseudoscaphirhynchus fedtschenkoi
- Pseudoscaphirhynchus hermanni
- Pseudoscaphirhynchus kaufmanni
- Pungitius platygaster

## R
- Rhinogobius similis
- Rhodeus ocellatus ocellatus
- Rhodeus sericeus
- Rutilus rutilus

## S
- Sabanejewia aurata aralensis
- Salmo ischchan
- Salmo trutta aralensis
- Salmo trutta oxianus
- Sander lucioperca
- Scardinius erythrophthalmus
- Schizopyge curvifrons
- Schizothorax eurystomus
- Silurus glanis
- Squalius squaliusculus

## T
- Tinca tinca
- Triplophysa dorsalis
- Triplophysa labiata
- Triplophysa stoliczkai
- Triplophysa strauchii strauchii[1]